# Frank Birch
Francis Lyall Birch, genannt Frank Birch (* 5. Dezember 1889 in London; † 14. Februar 1956 ebenda), war ein britischer Filmschauspieler, Pantomime und Kryptoanalytiker. Während des Zweiten Weltkriegs arbeitete er in führender Stellung in Bletchley Park (B.P.), der zentralen militärischen Einrichtung, die sich im Zweiten Weltkrieg erfolgreich mit der Entzifferung des deutschen Nachrichtenverkehrs befasste. Er leitete das Marinereferat (Head of Naval Section) der Hut 4 (Baracke 4), also der Dienststelle innerhalb von B.P., die die nachrichtendienstliche Auswertung der entzifferten deutschen Marinefunksprüche (größtenteils mit der Enigma-M3 oder der Enigma-M4 verschlüsselt) auswertete.

## Leben
Frank wurde in Eton und am King’s College in Cambridge ausgebildet. Mit Ausbruch des Ersten Weltkriegs trat er in die Royal Navy ein und wurde im Jahr 1916 in den Room 40 versetzt, der damals hochgeheimen und heute legendären nachrichtendienstlichen Abteilung der britischen Admiralität, die sich erfolgreich mit der Entzifferung von Funksprüchen der deutschen Kaiserlichen Marine befasste. Für seine Verdienste wurde ihm im Jahr 1919 der Order of the British Empire (OBE) verliehen. In der Folge ging er zurück ans King’s College und arbeitete dort als Dozent. Im Jahr 1927 zog er nach London und arbeitete als Schauspieler und Pantomime. So verkörperte er 1930 im  London Palladium die Widow Twankey in der Pantomime Aladdin des irischen Dramatikers John O’Keefe. Darüber hinaus wirkte er in einer Vielzahl von Spielfilmen mit (siehe auch: Filmografie).
Mit Ausbruch des Zweiten Weltkriegs ging er wieder zu den Codebreakern, nun in der Government Code & Cypher School (G.C.&.C.S.) von B.P. Zunächst leitete er dort die German Naval sub-Section und ab Mitte 1941 die Naval Section von Hut 4. Damit war er das nachrichtendienstliche Pendant zu Alan Turing, dem Leiter von Hut 8, in der die Marine-Enigma gebrochen wurde. Dies gelang nicht sofort mit Kriegsbeginn, war aber für Großbritannien von essentieller Bedeutung. Birch wird die energische Anweisung zugeschrieben „they had to be broken“ (sie [die Marine-Funksprüche] müssen gebrochen werden), was später auch gelang. Seinem eigenen Team glückte darüber hinaus bereits im Sommer 1940 der Bruch des deutschen Werftschlüssels, einem von der Kriegsmarine eingesetzten Handschlüsselverfahren. Im März 1941 gelang Dilly Knox und seinen Mitarbeiterinnen Margaret Rock und Mavis Lever der Bruch eines wichtigen italienischen Enigma-Funkspruchs. Dies verhalf dem Oberbefehlshaber der britischen Flottenverbände im Mittelmeer, Admiral Andrew Cunningham, zum Erfolg in einer der wichtigsten Seeschlachten des Zweiten Weltkriegs, nämlich zum Sieg der Royal Navy über die italienische Flotte in der Seeschlacht bei Kap Matapan.

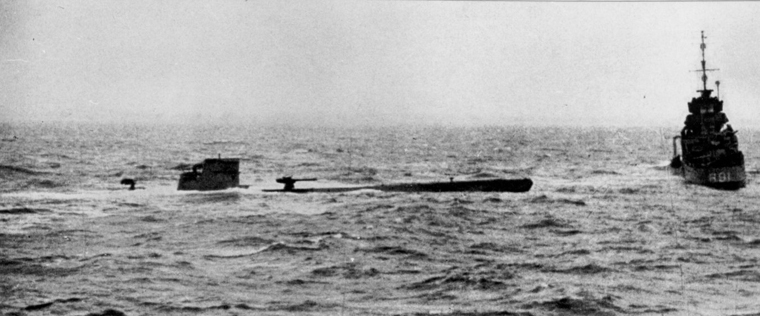
U 110 und HMS Bulldog

Mit Kaperung des deutschen U-Boots U 110 durch den britischen Zerstörer Bulldog am 9. Mai 1941, wobei den Briten eine intakte Enigma-M3 sowie eine Vielzahl kriegswichtiger Geheimdokumente (Codebücher), inklusive der entscheidend wichtigen Doppelbuchstabentauschtafeln für Kenngruppen, erbeuten konnten, konnte Hut 4 die deutschen U-Boot-Funksprüche regelmäßig mitlesen.
Eine schmerzliche Unterbrechung (Black-out) für die Briten gab es allerdings, als am 1. Februar 1942 die Enigma-M3 (mit drei Walzen) exklusiv bei den U-Booten durch die Enigma-M4 (mit vier Walzen) abgelöst wurde. Dieses von den Deutschen „Schlüsselnetz Triton“ und von den Briten „Shark“ (deutsch: „Hai“) genannte Verfahren konnte zehn Monate lang nicht gebrochen werden, eine Zeit, in der die deutsche U-Bootwaffe erneut große Erfolge verbuchen konnte. Der Einbruch in Shark gelang erst im Dezember 1942, nachdem der britische Zerstörer Petard am 30. Oktober 1942 im Mittelmeer das deutsche U-Boot U 559 aufbrachte. Ein Prisenkommando enterte das Boot und erbeutete wichtige geheime Schlüsselunterlagen wie Kurzsignalheft und Wetterkurzschlüssel, mit deren Hilfe es Hut 8 und Hut 4 schafften, auch die Enigma-M4 zu überwinden.
Frank Birch sorgte später auch dafür, dass die Zusammenarbeit von B.P. über den Atlantik mit den amerikanischen Verbündeten im Op‑20‑G der US-Navy reibungslos funktionierte, die mehr und mehr die Hauptlast der Entzifferung der Enigma-M4 übernahmen. Zum 1. März 1944 wurde Frank Birch zum Deputy Director (Naval Section) befördert. Seiner Initiative, Empfangsantennen direkt in B.P. zu errichten, war es zu verdanken, dass die Alliierten am D-Day, also dem Tag der Landung der Alliierten in der Normandie (Operation Overlord), die deutschen Funksprüche direkt in der britischen Zentrale der Codebreaker empfangen und dort ohne großen Zeitverzug direkt entziffern konnten.
Nach dem Krieg blieb er als stellvertretender Direktor bei den Government Communications Headquarters (GCHQ), der Nachfolgeorganisation der G.C.&.C.S., und wurde mit dem Verfassen der offiziellen Geschichte von B.P. betraut. Leider starb er, bevor er dieses Werk vollenden konnte.

## Filmografie (Auswahl)
- School for Stars (1935)
- Jubilee Window (1935)
- Cross Currents (1935)
- Wolf's Clothing (1936)
- Love at Sea (1936)
- Such Is Life (1936)
- Jump for Glory (1937)
- Twin Faces (1937)
- Victoria the Great (1937)
- Jennifer Hale (1937)
- Who Goes Next? (1938)
- The Challenge (1938)
- The Villiers Diamond (1938)
- Vom Täter fehlt jede Spur (Lady in the Fog) (1952)
- Will Any Gentleman...? (1953)
- Face the Music (1954)